# Foto des Jungen aus dem Warschauer Ghetto

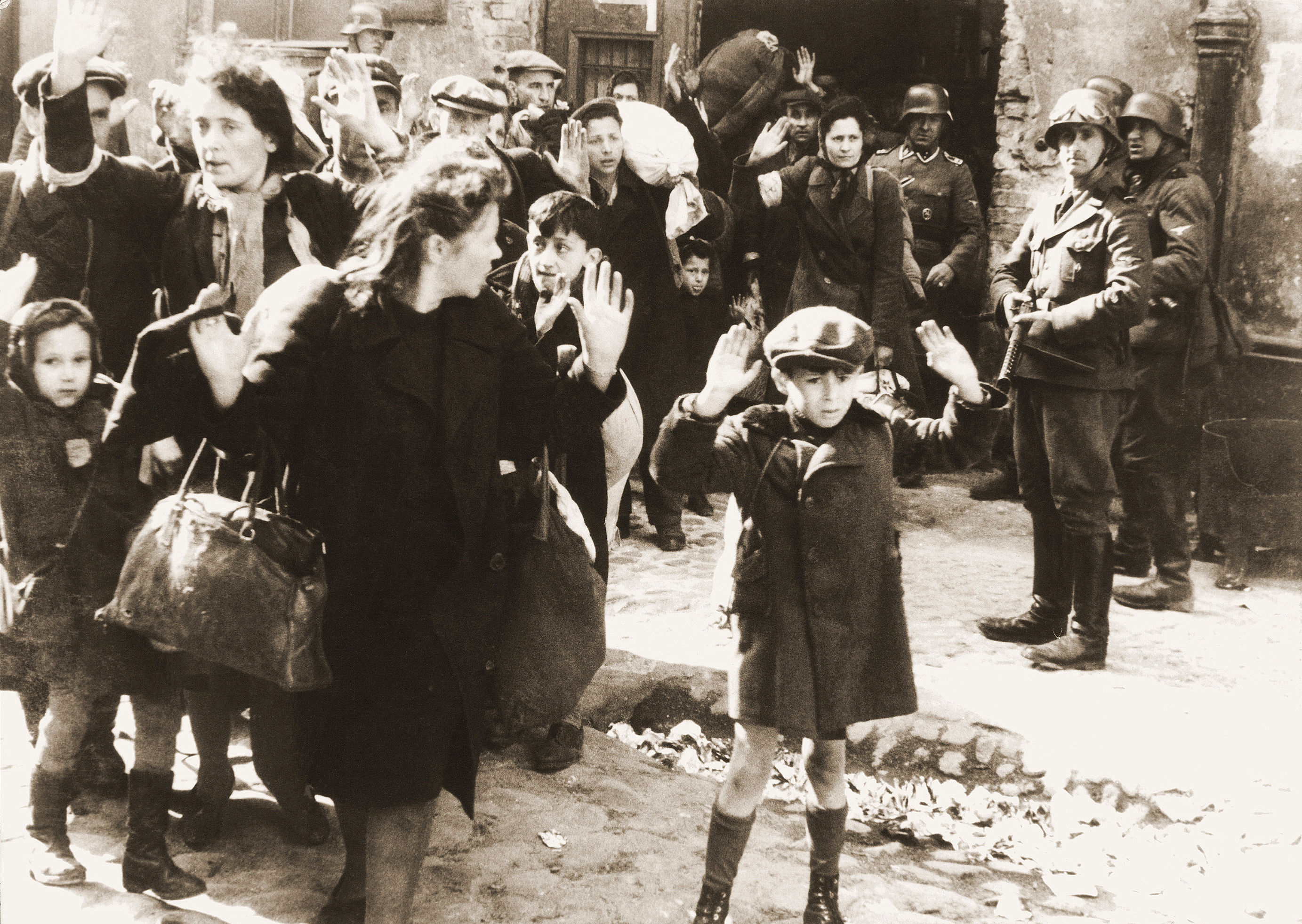
Das Foto. Der namengebende Junge ist mittig im Vordergrund zu sehen.

Als Foto des Jungen aus dem Warschauer Ghetto wird eine Schwarzweiß-Aufnahme bezeichnet, die zu den bekanntesten fotografischen Darstellungen des Holocausts zählt. Sie entstand wahrscheinlich im April oder Mai 1943 während des Aufstands im Warschauer Ghetto und ist Teil des sogenannten Stroop-Berichts, in dem Jürgen Stroop die von ihm befehligte Niederschlagung des Aufstands dokumentierte. Das Foto, das im Stroop-Bericht mit dem Titel „Mit Gewalt aus Bunkern hervorgeholt“ versehen ist, zeigt festgenommene Juden, die von deutschen Truppen aus einem Gebäude getrieben werden. Unter ihnen befindet sich ein kleiner Junge, der sich zum zentralen Element der Rezeption der Fotografie entwickelte und dem Foto seinen Namen gab. Seine Identität konnte wie die der meisten anderen abgebildeten Personen sowie des Fotografen nicht zweifelsfrei geklärt werden. Nur einer der deutschen Soldaten wurde mit Gewissheit identifiziert.
Das Foto weist eine beachtliche Rezeptionsgeschichte auf. Schon im Nürnberger Hauptkriegsverbrecherprozess erwähnt, entwickelte es sich ab den 1960er Jahren zu einer der am häufigsten verarbeiteten fotografischen Darstellungen der nationalsozialistischen Verbrechen gegen die europäischen Juden. Neben der Verwendung in Geschichtsbüchern und Dokumentationsmaterial wurde es in der Bildenden Kunst, der Literatur und Filmen aufgegriffen. Auch Geschichts- und Kulturwissenschaftler widmeten sich der Fotografie in größerem Umfang. So erschienen mehrere Monografien, die sich mit der Entstehungs- und Rezeptionsgeschichte des Fotos beschäftigen. Seit 2017 ist der Stroop-Bericht mit den darin enthaltenen Fotos Teil des Weltdokumentenerbes der UNESCO.

## Das Warschauer Ghetto und der Aufstand
Am 1. September 1939 begann der Zweite Weltkrieg mit dem Überfall auf Polen, bei dem das nationalsozialistische Deutsche Reich völkerrechtswidrig die Zweite Polnische Republik angriff. Bereits kurz danach kam es zur Schlacht um Warschau, die Ende September mit der Besetzung der Stadt durch die deutschen Truppen endete. Etwa ein Jahr später gab Hans Frank, Generalgouverneur der besetzten Gebiete, in einem Dekret die Bildung eines Ghettos im alten jüdischen Viertel von Warschau bekannt, in dem die etwa 360.000 jüdischen Bewohner der Stadt zusammengepfercht wurden. Mitte November 1940 wurde dieses Gebiet durch Mauern und Stacheldraht vom Rest der Stadt abgetrennt. Ab dem 1. Dezember mussten alle Juden Warschaus, die mindestens 12 Jahre alt waren, eine weiße Armbinde mit einem blauen Davidstern an ihrem rechten Arm tragen. Ab dem Beginn des Jahres 1941 wurden Juden aus anderen polnischen Regionen und dem Deutschen Reich sowie einige hundert Roma in das Warschauer Ghetto gebracht, sodass es zeitweise eine Bevölkerung von 445.000 Bewohnern erreichte. Durch Hunger, Typhus und wahllose Erschießungen starben jeden Monat mehrere Tausend von ihnen. Am 22. Juli 1942 begannen die deutschen Besatzer im Rahmen der sogenannten Großen Aktion damit, einen Großteil der Bewohner des Ghettos ins Vernichtungslager Treblinka nordöstlich von Warschau zu deportieren, um sie dort zu ermorden. Insgesamt starben auf diesem Weg bis Anfang Oktober nach Statistiken der Nationalsozialisten über 300.000 Menschen.
Mit der Zeit hatten sich im Ghetto verschiedene Widerstandsgruppen gebildet. Die Hauptgruppen waren die aus Vertretern der jüdischen Jugendorganisationen Hashomer Hatzair, Habonim Dror, Hechaluz und Akiva bestehende Jüdische Kampforganisation und der aus ehemaligen Mitgliedern der polnischen Armee und der Jugendorganisation Betar bestehende Jüdische Militärverband. Unterstützt wurden sie teilweise durch die Polnische Heimatarmee. Den nur schlecht bewaffneten Widerstandskämpfern gelang es am Morgen des 19. April 1943, die Truppen zurückzuschlagen, die auf Befehl Ferdinand von Sammern-Frankeneggs, SS- und Polizeiführer im Distrikt Warschau, das Ghetto auflösen sollten. Noch am selben Morgen übernahm auf Anweisung Heinrich Himmlers der bereits seit dem 16. April in Warschau weilende Jürgen Stroop das Kommando über die deutschen Truppen. Die „Großaktion“, wie die Nationalsozialisten die Militäraktion gegen das Ghetto und seine Bewohner nannten, dauerte insgesamt fast einen Monat, obwohl für sie nur drei Tage eingeplant gewesen waren. Nachdem die Kämpfe einige Tage angehalten hatten, fingen die deutschen Verbände auf Anweisung Stroops an, die Gebäude des Ghettos anzuzünden, um die sich darin verbergenden Bewohner aus ihren Verstecken zu treiben. Der Aufstand endete am 16. Mai mit der symbolischen Sprengung der Großen Synagoge, die Stroop später als „fantastisches Stück Theater“ bezeichnete. Insgesamt wurden während des Aufstands gemäß Stroops Aufzeichnungen mehr als 56.000 Juden getötet oder in Vernichtungslager deportiert und dort ermordet.

## Entstehung des Fotos

### Der Stroop-Bericht
Jürgen Stroop schickte während der „Großaktion“ täglich Berichte über deren Verlauf an den in Krakau ansässigen Höheren SS- und Polizeiführer Ost Friedrich-Wilhelm Krüger, der sie an Heinrich Himmler weiterleitete. Krüger regte an, diese Berichte nach der Beendigung der Zerstörung des Warschauer Ghettos zu einem Buch zusammenzufassen. Gemäß der Aussage Stroops entstanden drei in Leder gebundene Ausgaben, die für Himmler, Krüger und ihn selbst bestimmt waren. Der ungebundene Entwurf blieb im Warschauer Hauptquartier des SS- und Polizeiführers beim Stabsführer Max Jesuiter.
Heute existieren noch zwei Exemplare des Berichts. Eine in Leder gebundene Ausgabe befindet sich im Besitz des polnischen Instituts für Nationales Gedenken in Warschau. Um welche der drei Ausgaben es sich handelt, konnte nicht zweifelsfrei geklärt werden. Ein ungebundenes Exemplar, sehr wahrscheinlich der in Warschau verbliebene Entwurf, wird von der National Archives and Records Administration (NARA) der Vereinigten Staaten aufbewahrt.
Der Bericht trägt den Titel Es gibt keinen jüdischen Wohnbezirk in Warschau mehr!. Er enthält neben den 32 Tagesberichten eine Liste der Getöteten und Verwundeten auf Seiten der deutschen Truppen und eine Zusammenfassung der Ereignisse. Dem Text schließt sich eine als „Bildbericht“ betitelte Sammlung von Fotografien an. Sie umfasst jeweils 53 Fotos. Allerdings sind nur 37 Fotos in beiden Exemplaren enthalten, sie unterscheiden sich zum Teil jedoch in ihrer Anordnung und Größe. Die Szenen von drei weiteren Fotos sind zwar Teil beider Ausgaben, allerdings aus verschiedenen Perspektiven und zu leicht verschiedenen Zeitpunkten aufgenommen.
Das Foto des Jungen ist in beiden Exemplaren enthalten. Im Warschauer Exemplar ist es das 14. Foto, im NARA-Exemplar befindet es sich an 17. Stelle. Im Warschauer Exemplar ist es wie alle anderen Fotos auf Bristolkarton mit ausgefranstem Rand befestigt. Es ist 17,75 × 12,5 Zentimeter groß, wobei es von einem etwa 5 Millimeter breiten weißen Rand umgeben ist. Die Bildunterschrift „Mit Gewalt aus Bunkern hervorgeholt“ wurde per Hand in Sütterlinschrift direkt auf den Karton unterhalb des Bildes geschrieben. Im NARA-Exemplar ist sie eine von nur drei Fotografien, die nicht auf ausgefranstem Bristolkarton befestigt sind, sondern sich auf Karton mit geraden Rändern befinden. Das Foto wurde zusammen mit der Bildunterschrift abfotografiert und eine Reproduktion aufgeklebt. Das Fotopapier hat eine Gesamtgröße von 19,7 × 15,6 Zentimetern, das Foto ist 17,2 × 11,2 Zentimeter groß. Es ist im Vergleich zur Version des Warschauer Exemplars am linken, rechten und oberen Rand leicht abgeschnitten.
Es gibt Hinweise darauf, dass das Foto des Jungen während der letzten Jahre der NS-Zeit nicht nur für den Stroop-Bericht, sondern auch anderweitig verwendet wurde. So befindet sich in der Sammlung des United States Holocaust Memorial Museums unter dreißig Bleiplatten zur Erstellung von Kopien von Fotos, die die nationalsozialistische Verfolgung der Juden zeigen, auch eine des Fotos des Jungen. George Kadish, ein litauischer Fotograf und Überlebender des KZ Kauen, hatte die Platten nach dem Ende des Zweiten Weltkrieges in einem Antiquariat gefunden und sie 1991 dem Museum übergeben. Wann und wie die Fotoplatte des Jungen entstand, ist unklar. Wofür sie verwendet wurde, ist ebenfalls unbekannt.

### Fotograf
Wer die Fotos des Stroop-Berichts und vor allem das Foto des Jungen aufnahm, konnte bis heute nicht geklärt werden. Es gibt dazu verschiedene Angaben. Laut Sibyl Milton waren für die Aufnahmen vermutlich mehrere Fotografen verantwortlich, die Angehörige der Propagandakompanie (PK) 689 und der Abteilung für Maschinelles Berichtswesen der Organisation Todt gewesen sein sollen. 1982 nannte sie auf Anfrage der New York Times den Angehörigen der PK 689 Arthur Grimm als möglichen Fotografen des Fotos des Jungen. Laut dem Historiker Christoph Hamann soll Grimm jedoch nur 1939 in Warschau gewesen sein und danach an der Front in Griechenland, auf dem Balkan und in der Sowjetunion eingesetzt worden sein und scheide somit als Fotograf aus. In Grimms nur lückenhaft überliefertem Nachlass im Bildarchiv Preußischer Kulturbesitz finden sich weder Positive noch Negative des Fotos.
Ein Artikel der britischen Sunday Times aus dem Jahr 1968 nennt Albert Cusian, ein anderes Mitglied der PK 689, als Fotografen des Fotos. Ein Reporter der Zeitung hatte Cusian, der damals in einer deutschen Kleinstadt nahe der dänischen Grenze lebte, interviewt. Dieser soll dabei bestätigt haben, dass er das berühmte Foto aufgenommen hatte.
Laut der polnischen Forscherin Magdalena Kunicka-Wyrzykowska wurden die Fotos von Mitgliedern der Sicherheitspolizei und dem SS-Obersturmführer Franz Konrad gemacht, der damals für die sogenannte „Werteerfassung“, also die Konfiszierung jüdischen Vermögens, zuständig war. Allerdings nennt sie dafür keine Quelle. Konrad selbst hatte 1951 im Prozess gegen ihn und Stroop behauptet, dass er den Mord an Juden im Warschauer Ghetto fotografisch dokumentiert hätte, um Stroop in einem heimlich an Hitler geschickten Bericht zu belasten. Es ist allerdings unklar, ob diese Fotos, falls Konrads Aussage stimmt, Teil des Stroop-Berichts sind. Laut Karl Kaleske, der in Warschau Stroops Adjutant war, sollen die Fotografien von Angehörigen der Sicherheitspolizei aufgenommen worden sein.

## Beschreibung

Foto, auf dem die abgebildeten Personen nummeriert sind. Die Nummerierung orientiert sich an der Analyse von Richard Raskin.

Auf dem Schwarzweiß-Foto ist eine größere Zahl von Menschen zu sehen. Die genaue Anzahl ist nur schwer zu ermitteln, da viele von ihnen nur verdeckt zu sehen sind und das Bild nach hinten hin unscharf wird. Während die Pädagogin Annette Krings von etwa 20 Personen spricht, identifiziert der Medienwissenschaftler Richard Raskin insgesamt 25 Personen auf dem Foto. Die folgenden Angaben beruhen im Wesentlichen auf seiner Analyse des Fotos.
Auf dem Foto sind fünf deutsche Soldaten (12–16) zu sehen. Sie bewachen die anderen 20 Personen, allesamt Zivilisten, die als Kolonne ein Haus durch ein Tor verlassen, das auf eine Straße führt. Unter ihnen sind vier Kinder, ein Mädchen (22) und drei Jungen (18, 24, 25). Außerdem ist ein männlicher Jugendlicher (19) zu sehen. Von den Erwachsenen identifiziert Raskin sieben als Frauen, wobei nur drei (17, 20, 23) deutlich zu erkennen sind. Die Gesichter der anderen vier Frauen (1, 6, 8, 9) sind teilweise verdeckt. Die acht Männer (2, 3, 4, 5, 7, 10, 11, 21) tragen Mützen, zwei Frauen (6, 17) tragen Kopftücher. Bekleidet sind die Zivilisten mit Mänteln und Jacken, die Männer tragen Hosen, die Frauen Röcke. Bei zwei Frauen (17, 20) sind weiße Armbinden zu erkennen, die sie am rechten Arm tragen. Alle Zivilisten, deren Hände zu sehen sind, heben mindestens eine davon und zeigen damit an, dass sie sich ergeben. Viele von ihnen tragen Taschen oder Säcke verschiedener Art bei sich. Sie konnten also anscheinend einige ihrer Habseligkeiten zusammenpacken, bevor sie von den deutschen Truppen gefangen genommen wurden.
Während Christoph Hamann in der Gruppe der Gefangenen viel Bewegung sieht, scheinen sie für Richard Raskin stillzustehen. So sind nur unten links gehobene Füße zu sehen. Raskin vermutet deshalb, dass die Kolonne angehalten wurde, um das Foto zu machen. Die Bildunterschrift des Fotos im Stroop-Bericht „Mit Gewalt aus Bunkern hervorgeholt“ passt wenig zu dem Eindruck, den die Fotografie vermittelt. So gibt es keine innerbildlichen Hinweise auf einen solchen gewaltsamen Vorgang, wie unordentliche oder mit Staub überzogene Kleidung. Aufgrund des guten Zustands der Gefangenen vermutet der polnische Historiker Andrzej Żbikowski, dass das Foto in den ersten Tagen des Aufstands entstand, bevor die Deutschen anfingen, die Häuser des Ghettos in Brand zu setzen.
Unter den Gefangenen sticht vor allem der kleine Junge im Vordergrund heraus. Er steht etwas abseits der restlichen Personen, die halbkreisförmig um ihn herumstehen. Er trägt einen Mantel und eine kurze Hose sowie Kniestrümpfe und feste Schuhe. Anders als bei den anderen abgebildeten Personen sind seine nackten Knie zu sehen. Er blickt in Richtung des Fotografen, schaut diesen allerdings nicht direkt an. In seinem Gesicht sind deutlich Angst, Hilflosigkeit und Traurigkeit zu erkennen, während die Gesichter der anderen Gefangenen Anspannung und Abwehr zeigen. Nur das Mädchen vorn links (22) blickt direkt auf den Fotografen, die Blicke der anderen Gefangenen gehen in unterschiedliche Richtungen. So blickt der etwas größere Junge (24) nach links auf etwas außerhalb des Fotos, die Frau im Vordergrund wirft ihren Blick zurück, ob auf den kleinen Jungen (25) oder den deutschen Soldaten (16), ist unklar.
Unter den fünf deutschen Soldaten sticht vor allem der rechts neben dem kleinen Jungen zu sehende (16) heraus. Er ist der einzige der fünf, der nicht durch andere Personen verdeckt wird. Da er auch vom Sonnenlicht beschienen wird, ist er deutlicher zu erkennen als die anderen. Wie diese trägt er einen Helm, auf dem sich aber nur bei ihm zusätzlich eine Motorradbrille befindet. Zudem hält er eine Maschinenpistole in den Händen, deren Lauf etwa auf den unteren linken Teil des Mantels des Jungen gerichtet ist. Zwar trägt auch der Soldat hinter ihm (15) eine Waffe, von ihr ist aber nur ein sehr kleiner Teil zu sehen. Besonders auffällig ist, dass der Soldat (16) direkt in die Kamera zu schauen scheint. Durch seine Haltung erweckt er zudem den Eindruck, für den Fotografen zu posieren, während die anderen Soldaten so wirken, als ob ihnen nicht bewusst war, gerade fotografiert zu werden. Richard Raskin sieht daneben beim Soldaten eine zur Schau gestellte Gelassenheit, durch die er als derjenige erscheine, der die Befehlsgewalt habe und über das Schicksal der Gefangenen entscheiden könne.
Das Foto wurde wahrscheinlich bei Tageslicht aufgenommen. Das Licht, das von oben links zu kommen scheint, erhellt vor allem den rechten Vordergrund und die Mütze des Jungen (25). Auch der Soldat mit der Waffe (16) und die linke Gesichtshälfte der Menschen in der Kolonne werden vom Licht beschienen.

## Identität der Personen auf dem Foto

### Der Junge

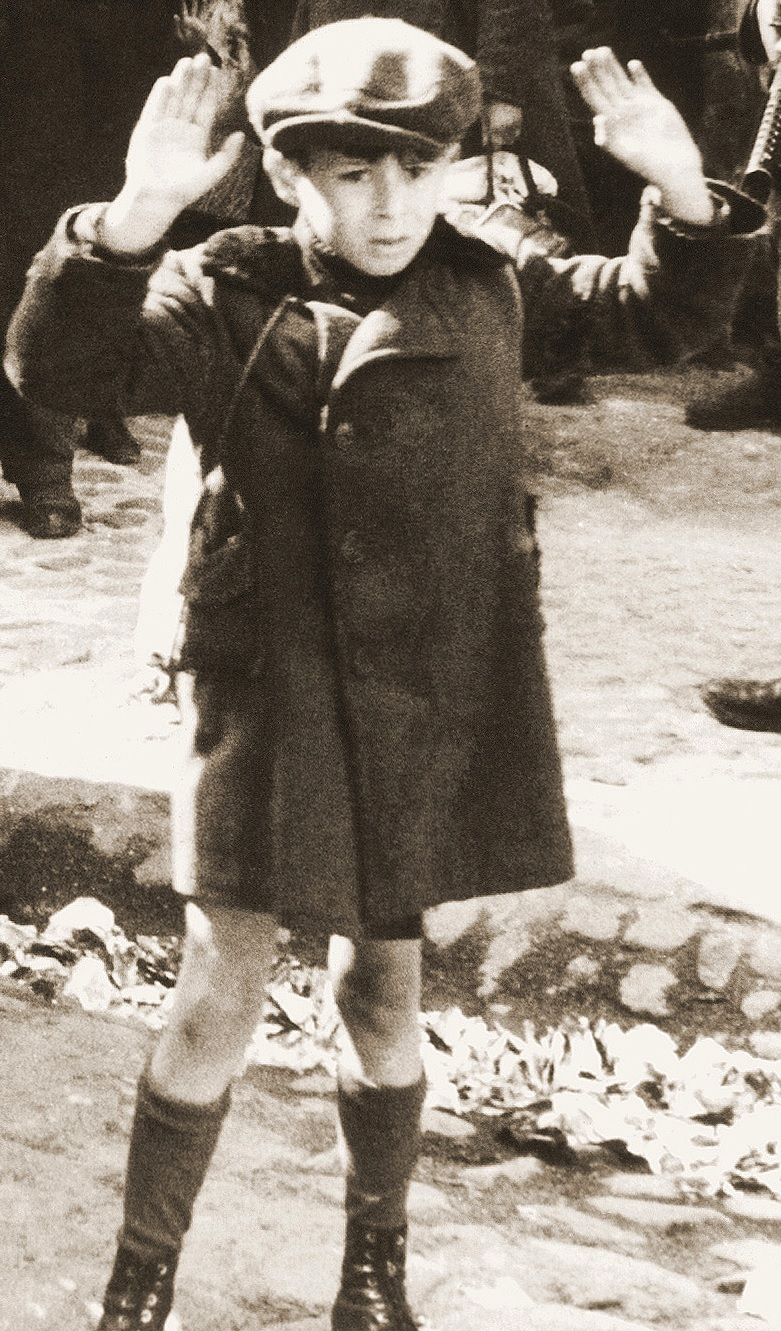
Der im Vordergrund des Fotos zu sehende Junge

Die Identität des Jungen im Vordergrund ist nicht geklärt. Da die meisten Kinder aus dem Ghetto bereits deportiert worden waren, nimmt der Historiker Peter Hayes an, dass es sich um das Kind eines Mitarbeiters der jüdischen Ghettoverwaltung oder eines diesem Nahestehenden handelt, da erreicht werden konnte, es vor dem Abtransport zu bewahren. Richard Raskin präsentiert in seinem Buch vier Personen, die sich selbst für den Jungen hielten oder von anderen für ihn gehalten wurden, und gibt die Quellen für diese Behauptungen an: Artur Dąb Siemiątek, Issrael Rondel, Tsvi C. Nussbaum und Levi Zeilinwarger. Die Holocaust-Gedenkstätte Yad Vashem nennt auf ihrer Website außerdem Ludwik Simonsohn als möglichen Namen des Jungen, ohne Quellen dafür zu nennen.

#### Artur Dąb Siemiątek
Der erste Name, der als mögliche Identität des Jungen aufkam, war Artur Dąb Siemiątek (oft auch: Artur Domb Siemiontek). Laut Edward Kossoy von der Jerusalem Post sollen bereits in den 1950er Jahren zwei Frauen unabhängig voneinander erklärt haben, dass der 1935 in Łowicz geborene Junge auf dem Bild zu sehen sei. Auftrieb erhielt diese Behauptung in den Jahren 1977 und 1978: Im Januar 1977 wurde sie von Jadwiga Piesecka, der Schwester des Großvaters von Artur Dąb Siemiątek, in einer Erklärung bekräftigt, im Dezember 1978 sagte ihr Ehemann Henryk Piasecki dasselbe in Paris aus. In der Zwischenzeit hatten im Juli 1978 verschiedene internationale Zeitungen die These aufgegriffen. So fand Richard Raskin Berichte in der französischen Zeitung L’Humanité, dem britischen Jewish Chronicle sowie den dänischen Zeitungen Ekstra Bladet und Århus Stiftstidende. Sie erschienen nicht als signierte Artikel, sondern nur als Bildunterschriften der Fotografie. Das Ekstra Bladet behauptete, Siemiątek sei am Leben und wohne in einem Kibbuz in Israel. Die am folgenden Tag erschienene Ausgabe der Århus Stiftstidende zitierte hingegen die französische Presseagentur AFP, nach der Verwandte Siemiąteks erklärt hatten, dass er im Frühjahr 1943 in Warschau gestorben sei.

#### Issrael Rondel
Als Reaktion auf den Bericht im Jewish Chronicle, in dem Artur Dąb Siemiątek als der Junge auf dem Foto vorgestellt worden war, meldete sich bei der Zeitung ein Geschäftsmann aus London und behauptete, dass nicht Siemiątek, sondern er der Junge sei. Zwar bat er darum, anonym bleiben zu dürfen, doch das britische Boulevardblatt News of the World enthüllte seine Identität. Während die Zeitung ihn Issy Rondel nannte, wird er auf der Website von Yad Vashem als Issrael Rondel und auf der Website des United States Holocaust Memorial Museum als Israel Rondel geführt. In dem Interview gab Rondel an, dass das Foto bereits 1941 aufgenommen worden sei. Dies gilt jedoch als eher unwahrscheinlich. Außerdem behauptete er, während der Erstellung des Fotos keine Socken getragen zu haben. Der Junge auf dem Foto trägt aber Kniestrümpfe. Dies war auf dem Ausschnitt des Fotos, der im Jewish Chronicle abgedruckt worden war, nicht erkennbar gewesen. Daneben existieren noch einige weitere Aussagen im Interview, die die Glaubhaftigkeit von Rondels Bericht aus Sicht von Richard Raskin fraglich erscheinen lassen.

#### Tsvi Nussbaum
1982 erklärte Tsvi Nussbaum, ein HNO-Arzt aus New City, in einem Artikel der New York Times, er glaube, der Junge auf dem Foto zu sein. Nussbaum wurde 1935 in Palästina geboren, 1939 zog seine Familie in den polnischen Ort Sandomierz. Nachdem seine Eltern 1942 von den Nationalsozialisten ermordet worden waren, kam er zu seinem Onkel und seiner Tante nach Warschau, die sich im „arischen“ Teil der Stadt versteckt hielten. Im Juli 1943, also zwei Monate nach dem Ende des Ghettoaufstands, begaben die beiden sich zusammen mit Tsvi Nussbaum ins Hotel Polski, da sie von Gerüchten gehört hatten, die Deutschen würden im Ausland geborenen Juden Pässe verschaffen, um ihnen eine Ausreise nach Palästina zu ermöglichen. Von dort aus wurden sie am 13. Juli ins KZ Bergen-Belsen gebracht. Tsvi Nussbaum erinnerte sich, dass ihn während des Abtransports ein Soldat aufforderte, die Hände zu heben, jedoch nicht an einen Fotografen und erkannte auf dem Foto auch keine der anderen Personen. Noch weitere Aspekte sprechen dagegen, dass er der Junge auf dem Foto ist. So weist der Historiker Lucjan Dobroszycki vom YIVO Institute for Jewish Research in einem Artikel der New York Times darauf hin, dass die Juden wahrscheinlich außerhalb des Ghettos keine weißen Armbinden mit dem Davidstern getragen hätten. Ihre dicke Kleidung spreche eher für eine Aufnahme aus dem Mai statt aus dem Juli. Die Kampfkleidung der Soldaten passe besser zu einer Aufnahme während des Aufstandes. Außerdem seien alle anderen Fotos des Stroop-Berichts im Warschauer Ghetto entstanden. Der von Nussbaum als Aufnahmezeitpunkt genannte 13. Juli liegt zudem fast zwei Monate nach dem Datum, das für die Fertigstellung und Versendung des Stroop-Berichts angenommen wird. Auch ein Vergleich eines Passfotos von Nussbaum aus dem Jahr 1945 mit dem Jungen auf dem Foto spricht gegen Nussbaums Aussage. So hat Nussbaum freie Ohrläppchen, die Ohrläppchen des Jungen auf dem Foto scheinen hingegen angewachsen zu sein.

#### Levi Zeilinwarger
1999 kontaktierte der damals 95-jährige Avraham Zeilinwarger aus Haifa das im Kibbuz Lochamej haGeta’ot ansässige Haus der Ghettokämpfer und erklärte, der Junge auf dem Foto sei sein 1932 geborener Sohn Levi. Später ergänzte er, dass die Frau links neben dem Jungen (23) dessen Mutter Chana Zeilinwarger sei. Die Fotos von Levi und Chana, die Richard Raskin zur Verfügung standen, sind aufgrund ihrer geringen Auflösung nicht für einen Vergleich mit dem auf dem Foto abgebildeten Jungen geeignet. Somit kann die Aussage nicht überprüft werden. Avraham Zeilinwarger war Zwangsarbeiter in Warschau, bis er 1940 in die Sowjetunion flüchtete. Das Schicksal seiner Frau, seines Sohnes und seiner Tochter Irina ist unklar. Zeilinwarger ging davon aus, dass sie 1943 in Konzentrationslagern starben.

### Andere Gefangene
Auch für andere auf dem Foto zu sehende Gefangene erklärten verschiedene Personen, sie hätten in ihnen Verwandte wiedererkannt. Das Mädchen am linken Bildrand (22) identifizierte 1994 die in Miami Beach lebende Esther Grosbard-Lamet als ihre 1937 in Warschau geborene Nichte Hanka Lamet. Sie wurde laut Angaben von Yad Vashem im Konzentrations- und Vernichtungslager Lublin-Majdanek ermordet. Gemäß dem United States Holocaust Memorial Museum ist die Frau neben dem Mädchen (20) ihre Mutter Matylda Lamet Goldfinger. Der Jugendliche mit dem weißen Sack (19) wurde von Hana Ichengrin als ihr Bruder Ahron Leizer Kartuzinsky identifiziert. Daneben nennt Yad Vashem Harry-Haim Nieschawer als möglichen Namen des Jungen. Die in Victoria in Australien lebende Golda Shulkes erkannte in der Frau (17) im Hintergrund ihre Großmutter Golda Stavarowski wieder.

### Josef Blösche

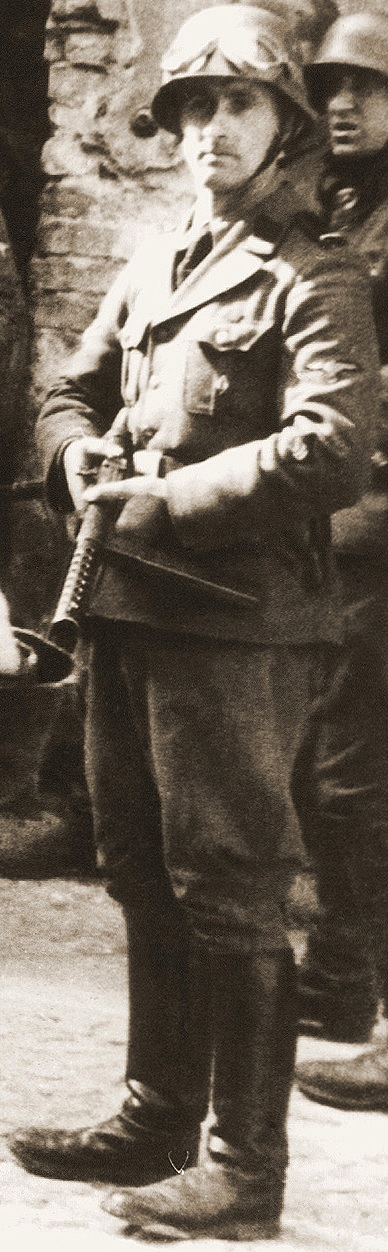
Josef Blösche auf dem Foto

Die einzige Person auf dem Bild, die zweifelsfrei identifiziert wurde, ist der Soldat (16) rechts im Bild mit der Maschinenpistole des Typs MP28. Es handelt sich um den SS-Rottenführer Josef Blösche. Während seiner Stationierung im Warschauer Ghetto zeichnete er sich durch besondere Brutalität aus. So berichteten mehrere Überlebende von wahllosen Erschießungen, die er auf seinen Touren durchs Ghetto durchführte. Begleitet wurde er dabei häufig von SS-Untersturmführer Karl Georg Brandt, dem Leiter des Judenreferats beim Kommandeur der Sicherheitspolizei und des SD im Distrikt Warschau, und SS-Oberscharführer Heinrich Klaustermeyer. Nach dem Ende des Krieges ließ sich Blösche im thüringischen Urbach nieder, wo er als Bergmann tätig war. Im Zuge der Ermittlungen gegen Ludwig Hahn, während des Krieges Kommandeur der Sicherheitspolizei in Warschau, erließ 1965 die Hamburger Staatsanwaltschaft einen Haftbefehl gegen Blösche. Dies brachte die Behörden der DDR auf seine Spur und führte im Januar 1967 zu seiner Verhaftung. 1969 wurde er vom Erfurter Bezirksgericht wegen Kriegsverbrechen und Verbrechen gegen die Menschlichkeit zum Tode verurteilt und im Juli in der Zentralen Hinrichtungsstätte in Leipzig per Genickschuss hingerichtet. Bereits einen Tag nach seiner Verhaftung hatte Blösche zugegeben, der Mann auf dem Foto zu sein. Später beschrieb er die auf dem Foto dargestellten Vorgänge genauer und gab an, dass man die Gefangenen zum Umschlagplatz geführt habe, von wo aus sie ins Vernichtungslager Treblinka gebracht worden seien. Dies widerspricht Blösches Aussage aus dem Prozess gegen ihn im Jahr 1969, er habe nie einen Transport zum Umschlagplatz begleitet. Da Blösche aber seine Beteiligung an Massenerschießungen zugab, spekuliert Richard Raskin, dass die auf dem Foto zu sehenden Gefangenen möglicherweise noch im Ghetto erschossen wurden.
Blösche ist auf drei weiteren Fotos aus dem Stroop-Bericht zu sehen. Auf einem Foto mit der Bildunterschrift Die Räumung eines Betriebes wird besprochen steht er links mit einer Maschinenpistole in der Hand. Auf einem anderen Foto steht er gemeinsam mit Heinrich Klaustermeyer und Karl Georg Brandt vor einer Gruppe Gefangener, die in der Bildunterschrift als Rabbiner bezeichnet werden. Vermutlich handelt es sich bei ihnen aber um orthodoxe Juden. Auf einem dritten Foto ist Blösche zusammen mit Stroop und Klaustermeyer zu sehen.

Weitere Fotos des Stroop-Berichts, auf denen Blösche abgebildet ist (Titel aus dem Stroop-Bericht)
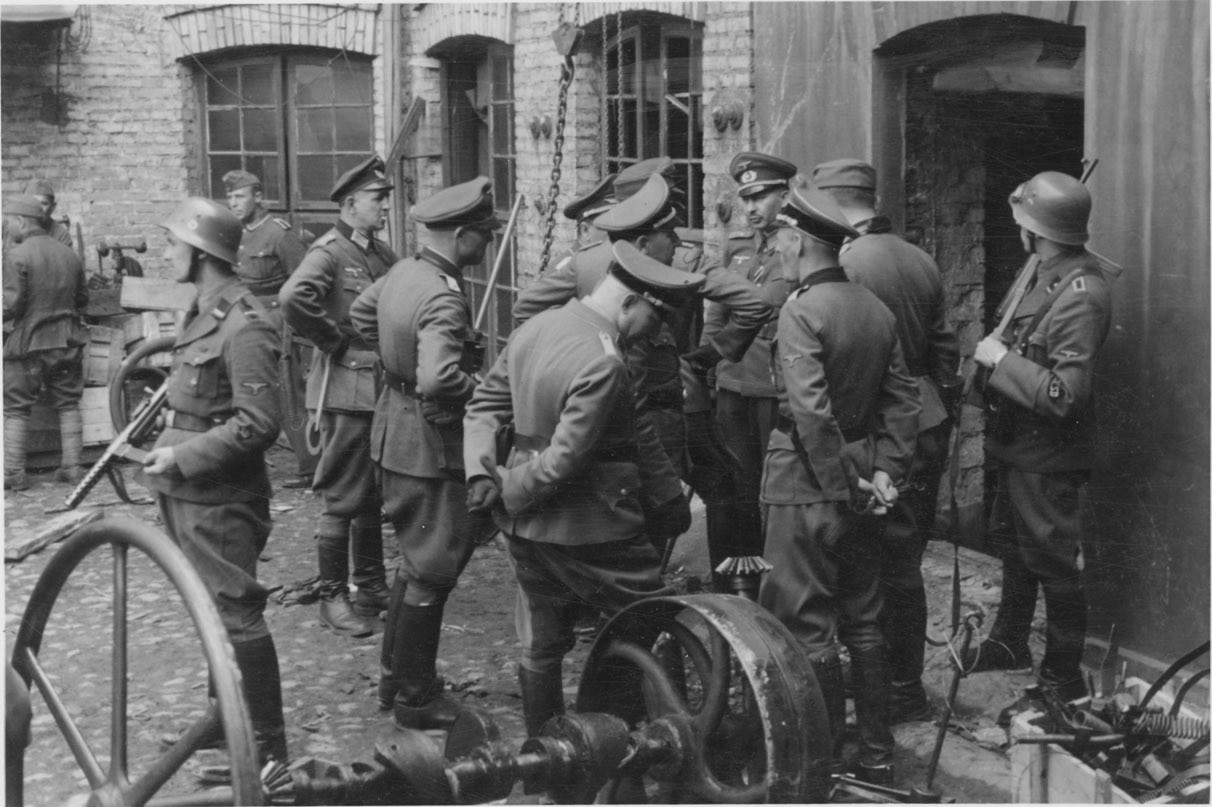
Die Räumung eines Betriebes wird besprochen. Blösche steht vorn links.
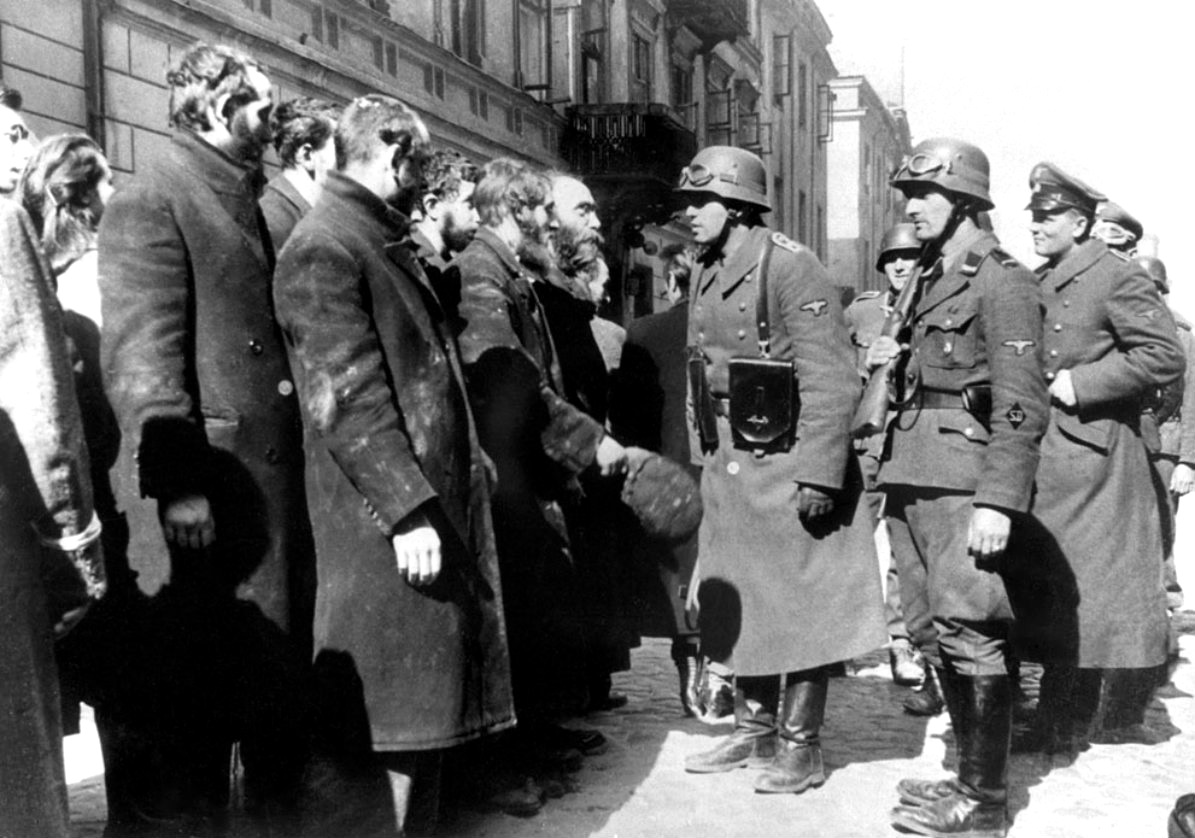
Jüdische Rabiner. Die Männer links sind orthodoxe Juden, aber wahrscheinlich keine Rabbiner. Blösche ist der zweite von rechts.
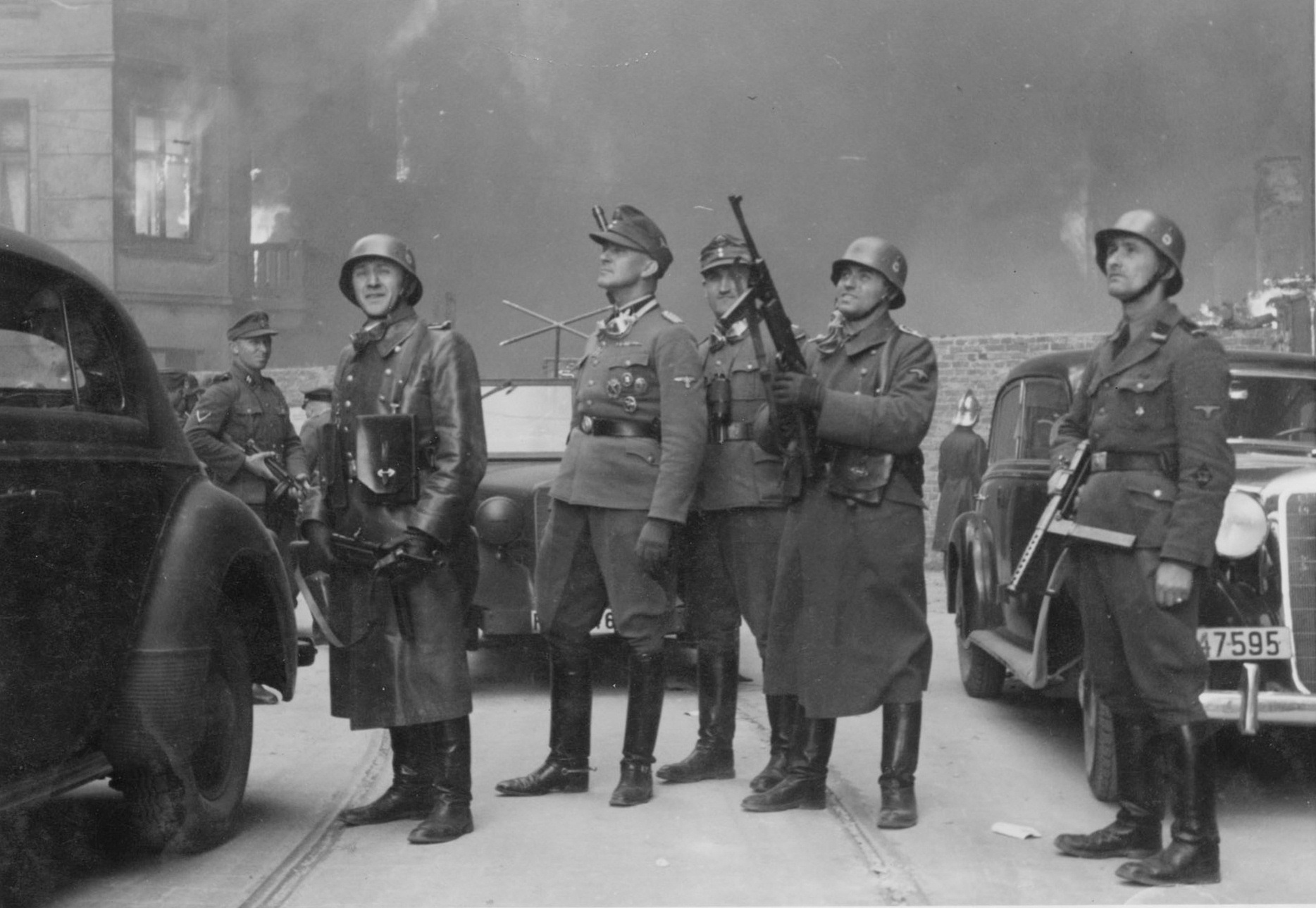
Der Führer der Großaktion. Blösche steht rechts, in der Mitte ist Stroop zu sehen.

## Analyse

### Intention der Nationalsozialisten
Die allgemeine Funktion der Fotografien des Ghettoaufstands für die Nationalsozialisten erklärte der Höhere SS- und Polizeiführer Ost Friedrich-Wilhelm Krüger Stroop in einem Gespräch:

„Fotografien der Großaktion werden als unschätzbare Werkzeuge dienen für die zukünftigen Historiker des Dritten Reichs, für den Führer, für Heinrich Himmler, für unsere nationalistischen Dichter und Schriftsteller, als SS-Übungsmaterial und vor allem als Beweis der Last und der Opfer, die die nordischen Rassen und Deutschland erbringen mussten, um Europa und die Welt von den Juden zu befreien.“

Die spezielle Absicht, die hinter der Erstellung des Fotos des Jungen steckt, wird laut Annette Krings durch die gewählte Bildunterschrift „Mit Gewalt aus Bunkern hervorgeholt“ deutlich. So soll es die rechtmäßige Festnahme von Personen dokumentieren. Auch die Wahl der Perspektive des Fotos stehe damit in Einklang: So habe der Fotograf vermutlich erhöht gestanden, wodurch er vor allem den Jungen von oben fotografiert habe. Im Gegensatz dazu scheine Josef Blösche im Hintergrund auf den Fotografen hinabzublicken. Die Aufnahme bezwecke mithin, „die Macht der Täter und die Ohnmacht der Festgenommen festzuhalten“. Dies sei auch bei den anderen Fotografien aus dem Stroop-Bericht der Fall. So werden nur in zwei Fotos Bewohner des Ghettos als Handelnde dargestellt, auf einem erscheinen zwei von ihnen als Denunzianten, ein anderes zeigt einen Bewohner auf der Flucht, wie er aus einem brennenden Haus springt.
Neben dieser Unterteilung in „mächtige Deutsche“ und „ohnmächtige Juden“ sieht Richard Raskin noch eine weitere Unterteilung, die das Foto vornehmen sollte. So sei es wahrscheinlich, dass sich Stroop mit diesem Foto von anderen, „schwächeren“ Nationalsozialisten abgrenzen wollte. Es könne als Beweis gedient haben, dass Stroop das geschafft hatte, wozu andere aufgrund von Mitleid oder anderen Schwächen (aus nationalsozialistischer Sicht) nicht in der Lage gewesen seien: Frauen und Kinder zu töten. Neben dieser Verherrlichung der eigenen Herzlosigkeit übermittle das Foto eine Verpflichtung, wie dies Krüger bereits durch seine Aussage zum Ausdruck gebracht hatte. Durch die eigenen Taten, die Vernichtung der Juden, bleibe kommenden Generationen diese Aufgabe erspart, wofür man Dankbarkeit und Bewunderung erwarte.

### Gründe für die Ikonisierung des Fotos und des Jungen

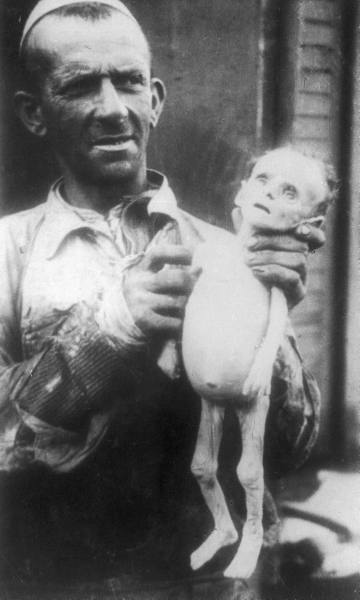
Ein Mann zeigt die Leiche eines verhungerten Kleinkindes. Entstanden 1942 auf dem Jüdischen Friedhof an der Okopowa-Straße in Warschau.

Die Anzahl der erhaltenen Fotografien, die den Holocaust dokumentieren, ist enorm. So sprach Sybil Milton 1986 von mehr als zwei Millionen Fotos, die sich in den Archiven von mehr als 20 Nationen befänden. Darin waren die umfangreichen Sammlungen in Archiven der Sowjetunion, die nach deren Zerfall geöffnet wurden, noch nicht berücksichtigt, so dass heute die Zahl der Fotos noch deutlich höher liegen dürfte. Die Anzahl der in Publikationen verwendeten Bilder ist im Vergleich dazu allerdings gering. Das Foto vom Jungen aus dem Warschauer Ghetto gehört zu den bekanntesten und am häufigsten verwendeten Fotografien des Holocaust. In verschiedenen Analysen werden Gründe für diese Ikonisierung beschrieben. Eine wichtige Eigenschaft des Fotos, die zu seiner Verbreitung beitrug, ist die körperliche Unversehrtheit der dargestellten Personen. Damit unterscheide es sich von vielen anderen Bildern, die tote, abgemagerte oder auf andere Weise leidende Menschen zeigen. Dadurch sei es möglich, das Foto ohne schmerzvolle Empfindungen zu betrachten. Außerdem begünstigt es aus Sicht von Christoph Hamann, der sich auf Lessings Schrift Laokoon oder über die Grenzen der Mahlerey und Poesie bezieht, die Identifikation mit den Opfern, die durch eine hässlichere Darstellung deutlich erschwert worden wäre. Laut Lessing sei es auch wichtig, nicht „das Äußerste“ zu zeigen. Dies ist für Hamann beim Foto des Jungen der Fall, da beispielsweise keine Gaskammern oder Erschießungsgruben gezeigt werden. Trotz dieser insgesamt zurückhaltenden Darstellung vermittelt das Foto für Richard Raskin den Eindruck, dass die körperliche Unversehrtheit der Gefangenen nur eine Momentaufnahme sei und nicht von langer Dauer gewesen sein dürfte. Auch die starken Kontraste, die durch die Darstellung von Opfern und Tätern auf einem Foto entstünden, seien ein wichtiger Aspekt für die Ikonisierung des Fotos.
Es werden aber auch kompositorische Gründe für die starke Verbreitung des Fotos angeführt. So befindet sich der Kopf des Jungen etwa an der Stelle, an der sich die horizontale und vertikale Linie des Goldenen Schnitts treffen. Die Diagonale, die durch die Kolonne der Gefangenen gebildet wird, widerspricht laut Annette Krings gängigen Sehgewohnheiten und löse dadurch Spannung aus. Daneben seien anders als bei vielen Schnappschüssen von Laien die Ränder des Bildes in die Komposition eingeschlossen, was auf einen geübten Fotografen hindeute. Richard Raskin sieht daneben die große Zahl abgebildeter Personen als einen Grund für den Erfolg der Fotografie an, da der Betrachter so seine Aufmerksamkeit einer Vielzahl von unterschiedlichen Gesichtern und Haltungen widmen könne.
Trotz dieser Vielfalt konzentriert sich ein großer Teil der Wahrnehmung des Fotos auf den kleinen Jungen in der Bildmitte. So wird das Bild meist als das Foto des Jungen aus dem Warschauer Ghetto beschrieben, obwohl er nur einer von mehr als zwanzig dargestellten Personen ist. Die Fokussierung der Aufmerksamkeit auf ihn führte Marianne Hirsch zu der Einschätzung, der Junge sei zum „Vorzeigekind des Holocaust“ geworden. Neben der oben beschriebenen Positionierung am Schnittpunkt der Linien des Goldenen Schnitts wird der Junge auch anderweitig hervorgehoben. So bilden die anderen Personen einen Halbkreis um ihn. Während die anderen Gefangenen dicht beieinander stehen, scheint der Junge von der Gruppe isoliert zu sein. Daneben ist er der einzige auf dem Foto, dessen Blick als ängstlich beschrieben werden kann. Dies mache ihn zusammen mit den sein Gesicht rahmenden erhobenen Händen zum Mittelpunkt der Aufmerksamkeit des Betrachters. Seine erhobenen Hände, eine zur Welt der Soldaten gehörende, für Kinder völlig unübliche Geste, mache die Ungeheuerlichkeit der Szenerie des Fotos besonders deutlich.

### Auswirkungen auf die Wahrnehmung des Holocaust
Die Auswahl der Fotografien, die genutzt werden, um den Holocaust darzustellen, hat Auswirkungen darauf, wie dieser von der Nachwelt wahrgenommen wird. Die Fotografie des Jungen zeigt die Juden im Moment der Niederlage als Opfer, die sich ergeben haben. Die während des Aufstands stattfindenden Kämpfe werden nicht dargestellt. Dadurch trägt laut Annette Krings die Fotografie dazu bei, die von den Nationalsozialisten beabsichtigte Auslöschung der Juden teilweise umzusetzen, indem sie sie nicht als agierende und widerständige Menschen zeige, sondern nur als Verfolgte und Ermordete. Diese Viktimisierung wird oft durch die verwendeten Bildunterschriften unterstützt. So zeigt Christoph Hamann auf, dass in vielen Schulbüchern, die die Fotografie verwenden, der Bezug zum Ghettoaufstand unterschlagen wird. Daneben sorgten häufig verbale Passivkonstruktionen bei der Bildbeschreibung dafür, dass die Täter verschwänden. Dies wiederum wird auch durch die Wahl des Bildausschnittes unterstützt. So existieren einige Abdrucke, in denen die Soldaten auf der rechten Seite weggelassen werden. Selbst wenn die Täter dargestellt sind, bleiben sie auf Angehörige der SS beschränkt, womit laut Krings eine mögliche Verantwortung der Mehrheitsbevölkerung ausgeblendet wird. Dies erleichtere es, die eigenen bzw. familiären Verstrickungen in die nationalsozialistischen Verbrechen nicht näher beleuchten zu müssen.

## Rezeption

### Kriegsverbrecherprozesse

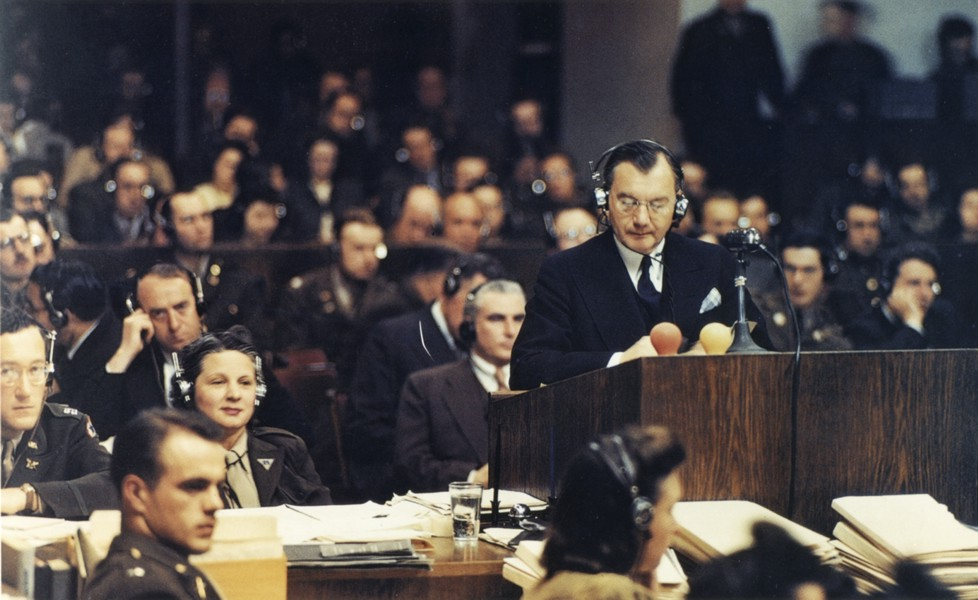
Robert H. Jackson am Rednerpult während des Nürnberger Hauptkriegsverbrecherprozesses

Die erste öffentliche Erwähnung des Fotos erfolgte am 21. November 1945, dem zweiten Tag des Nürnberger Hauptkriegsverbrecherprozesses. Robert H. Jackson, der Hauptankläger der Vereinigten Staaten, verwies in seiner Eröffnungserklärung auf den Stroop-Bericht und erwähnte auch ein spezielles Foto:

“It is characteristic that one of the captions explains that the photograph concerned shows the driving out of Jewish ‘bandits’; those whom the photograph shows being driven out are almost entirely women and little children.”

„Es ist charakteristisch, dass eine der Bildunterschriften erklärt, dass das beschriebene Foto das Heraustreiben von jüdischen ‚Banditen‘ zeige; die auf dem Foto zu sehenden Personen sind fast alle Frauen und kleine Kinder.“

Zwar ist in der Bildunterschrift des Fotos des Jungen im Gegensatz zu anderen Bildunterschriften nicht von Banditen die Rede, allerdings ist durch die Erwähnung von Frauen und Kindern klar, dass Jackson dieses Foto meinte. So sind auf keinem anderen Foto des Stroop-Berichts fast ausschließlich Frauen und Kinder zu sehen. Trotz der expliziten Erwähnung von Jackson war das Foto des Jungen nicht unter den fünf Fotos, die am 14. Dezember 1945 im Prozess auf eine Leinwand projiziert wurden. Grund dafür könnte laut Annette Krings die vermeintliche Harmlosigkeit des Fotos und seine dadurch schwächere Beweiskraft für die Gräueltaten der Nationalsozialisten gewesen sein, also eine der Eigenschaften, die zu seiner späteren Popularisierung beitrugen. Das Foto des Jungen gehörte aber zu den 18 ausgewählten Fotos, die gemeinsam mit dem Stroop-Bericht im 26. Band des offiziellen Berichts des Internationalen Militärgerichtshofs zum Nürnberger Hauptkriegsverbrecherprozess erschienen.

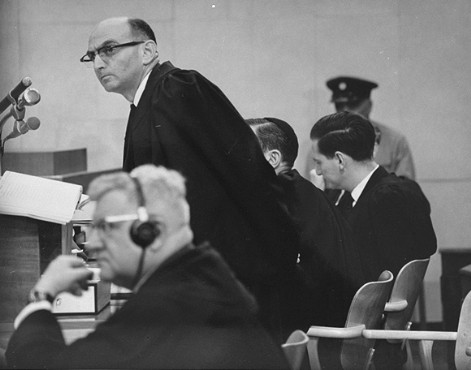
Gideon Hausner (stehend) während des Eichmann-Prozesses

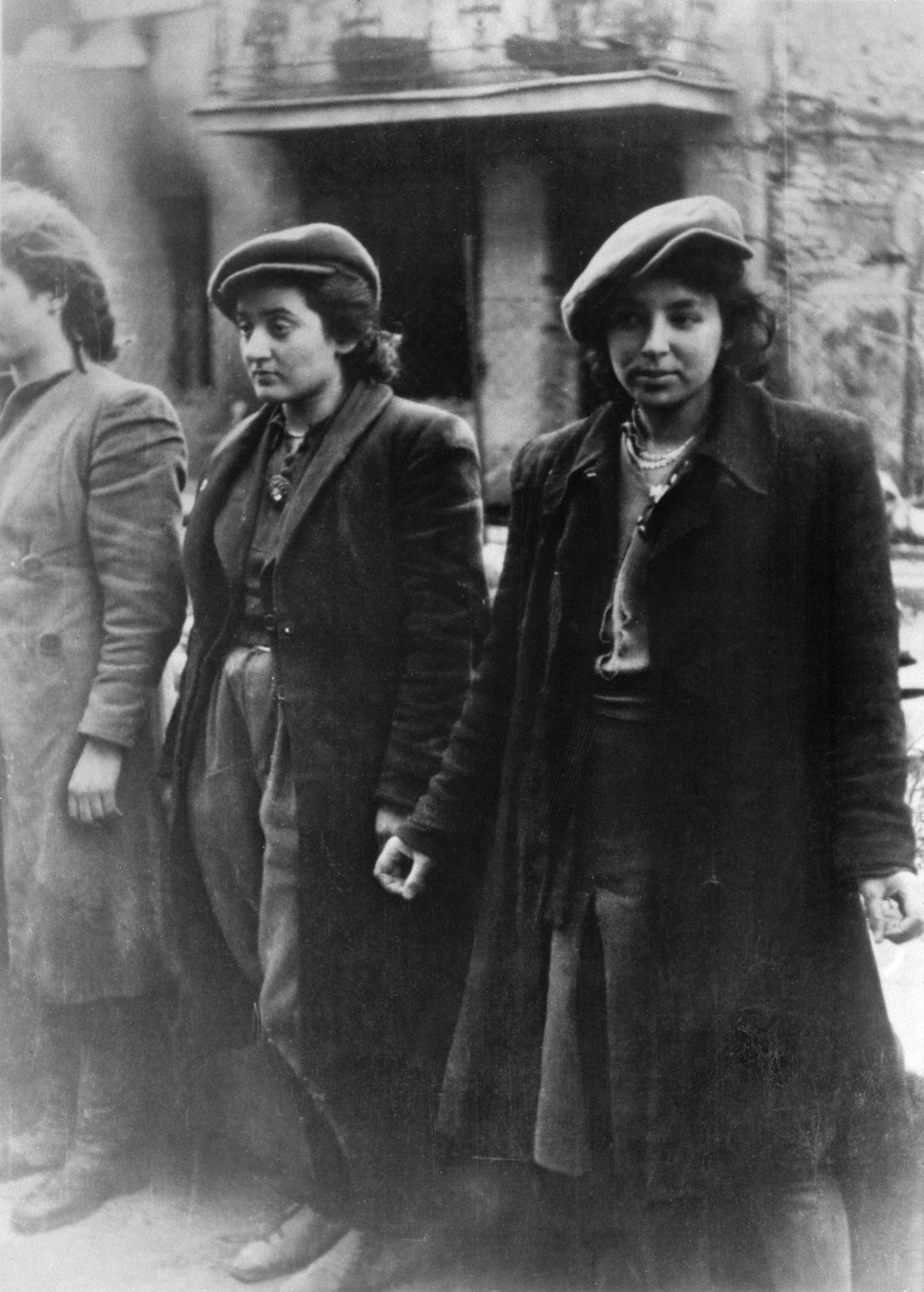
Das andere von Gideon Hausner erwähnte Foto

Auch im Prozess gegen Adolf Eichmann, der zwischen April und Dezember 1961 vor dem Jerusalemer Bezirksgericht stattfand, wurde das Foto erwähnt. So hieß es in der Eröffnungserklärung des Chefanklägers Gideon Hausner:

“We shall submit to the Court Jürgen Stroop’s report, which begins with these words: ‘There are no Jewish habitations left in Warsaw.’ We shall also submit to you the photographs which he attached to his report – the famous photograph of the little child standing with his hands up (he too an enemy of the Reich!) and the picture of the girl fighters with the shadow of death in their eyes.”

„Wir werden dem Gericht Jürgen Stroops Bericht vorlegen, der mit diesen Worten beginnt: ‘Es gibt keinen jüdischen Wohnbezirk in Warschau mehr.’ Wir werden Ihnen auch die Fotografien vorlegen, die er seinem Bericht angehängt hatte – die berühmte Fotografie des kleinen Kindes, das mit erhobenen Händen dasteht (auch er ein Feind des Reichs!) und das Bild der jungen Kämpferinnen mit dem Schatten des Todes in ihren Augen.“

Das andere von Hausner erwähnte Foto aus dem Stroop-Bericht zeigt drei gefangengenommene junge Widerstandskämpferinnen und ist nur im Warschauer Exemplar des Berichts enthalten. Die dortige Bildunterschrift lautet: „Mit Waffen gefangene Weiber der Haluzzenbewegung“, womit auf die zionistische Jugendorganisation Hechaluz verwiesen wird. Mit dem Verweis auf das Foto des Jungen und insbesondere dem Ausruf, er sei auch ein Feind des Reichs gewesen, wollte Hausner laut Dorothy P. Abram die Unschuld der Opfer Eichmanns verdeutlichen. Diese Verwendung von im Zuge des Holocaust ermordeten Kindern als Symbol der Unschuld zog sich durch den gesamten Prozess. So bezeichnete Hausner die Kinder als „die Seele dieser Anklage“.

### Dokumentationsmaterial, Sach- und Schulbücher
Eine der ersten Veröffentlichungen, die das Foto des Jungen aus dem Warschauer Ghetto enthielt, war das 1955 publizierte Buch Das Dritte Reich und die Juden von Léon Poliakov und Joseph Wulf. Ein entscheidendes Jahr für die Popularisierung des Fotos war 1960. In diesem Jahr erschien es in Deutschland in einer Faksimile-Ausgabe des Stroop-Berichts. Zudem war es Teil des Buchs Der gelbe Stern von Gerhard Schoenberner, eine der ersten umfassenden Sammlungen von Bildern des Holocaust. Während auf der deutschen Ausgabe das Foto einer alten Frau mit einem Judenstern zu sehen ist, zeigt das Cover der im selben Jahr erschienenen niederländischen Ausgabe das Foto des Jungen. Auch die Jahre später erschienenen britischen, französischen und kanadischen Ausgaben zeigen das Foto auf ihrem Cover. Ebenfalls 1960 wurde in der Berliner Kongresshalle die Ausstellung Die Vergangenheit mahnt präsentiert, die sich der Verfolgung der Juden seit dem Mittelalter widmete. Auf dem Werbeplakat für die Ausstellung war das Foto des Jungen zu sehen. War ursprünglich die ausschließliche Verwendung des Fotos auf dem Plakat geplant, wurde auf Druck des Beirats der Ausstellung auf der linken Hälfte ein Porträtfoto Albert Einsteins ergänzt. Während Harald Schmid darin ein Symbol für die glückliche deutsch-jüdische Epoche sieht, symbolisiert Einstein für Christoph Hamann den wissenschaftlich-technologischen und sozialen Fortschritt der Menschheit, der durch den Nationalsozialismus bedroht wird. Seit 1960 erschien das Foto auf den Covern einiger weiterer Bücher über den Holocaust bzw. den Nationalsozialismus, darunter die Infobroschüre The Holocaust der Gedenkstätte Yad Vashem.
Die erste Verwendung des Fotos in einem Schulbuch lässt sich 1958 nachweisen. Seitdem illustrierte es viele weitere Schulbücher der Bundesrepublik und der DDR. Auch in Österreich wird das Foto häufig in Geschichtslehrbüchern verwendet, die den Nationalsozialismus thematisieren.

### Medien
Auch Zeitungen verwendeten das Foto zur Illustration ihrer Artikel. So nutzte es 1960 das US-Magazin Life zur Bebilderung von Ausschnitten aus den Memoiren Adolf Eichmanns. Im selben Jahr erschien es im New York Times Magazine über einem Interview mit dem israelischen Ministerpräsidenten David Ben-Gurion zum bevorstehenden Eichmann-Prozess. Die Bildunterschrift enthielt keinen Hinweis auf das Warschauer Ghetto oder den Ghettoaufstand. 1993 erschien in der New York Times ein Artikel, der einen Vergleich des Bosnienkriegs mit dem Holocaust zog. Dem Foto des Jungen aus dem Warschauer Ghetto war ein aktuelles Foto aus Bosnien gegenübergestellt.
Mehrere Artikel widmeten sich auch dem Foto selbst. So erschienen im Laufe der Jahre allein in der Jerusalem Post drei Artikel, die über die symbolische Macht des Fotos berichten. Das US-Magazin Time nahm das Foto in seine Sammlung der „100 einflussreichsten Fotos aller Zeiten“ auf. Darin ist es neben einem Foto des sowjetischen Fotojournalisten Dmitri Baltermanz, das ein Massaker der Deutschen in Kertsch auf der Halbinsel Krim zeigt, das einzige Foto, das nationalsozialistische Verbrechen dokumentiert.

### Wissenschaft

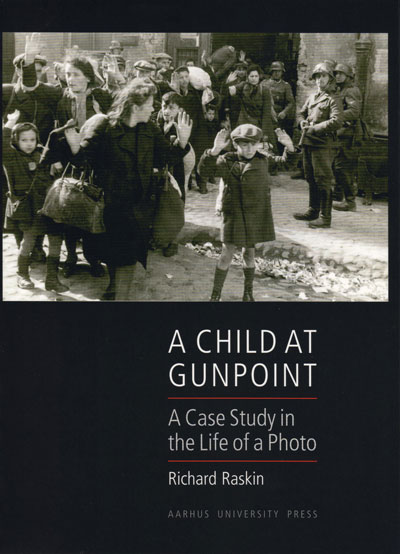
Cover des Buchs A Child at Gunpoint von Richard Raskin

Der Medienwissenschaftler Richard Raskin veröffentlichte 2004 A Child at Gunpoint, das nach seiner Aussage vermutlich erste Buch, das sich mit einem einzelnen Foto beschäftigt. In dem Buch widmet sich Raskin neben der Beschreibung und Analyse des Fotos dem Entstehungshintergrund des Stroop-Berichts und geht auf vier mögliche Identitäten des Jungen auf dem Foto ein. Im umfangreichsten Kapitel stellt Raskin vier ausgewählte Werke vor, die das Foto aufgreifen, verzichtet dabei auf eigene Kommentare und präsentiert stattdessen Interviews mit Personen, die an der Schaffung der Werke beteiligt waren. Auch im letzten Kapitel, in dem er mehrere Fälle der Verwendung des Fotos im Zusammenhang mit dem Israelisch-Palästinensischen Konflikt beschreibt, verzichtet er auf eine eigene Analyse.
2009 erschien L’Enfant juif de Varsovie des Historikers Frédéric Rousseau. Aufbauend auf Raskins Forschung widmet sich Rousseau darin der Entstehungs- und Rezeptionsgeschichte des Fotos.
Das Buch The Boy von Dan Porat erschien 2011; es präsentiert die Lebensgeschichte von fünf Personen, die mit dem Warschauer Ghettoaufstand in Zusammenhang stehen. Neben den Geschichten von Tsvi Nussbaum und einer Jugendlichen namens Rivka werden die Geschichten der Nationalsozialisten Jürgen Stroop, Josef Blösche und Franz Konrad beleuchtet. Da Porat Lücken, die bei seiner Recherche entstanden, nach eigener Aussage durch „apriorische Imagination“ füllte, ist es gemäß der Rezensentin Patricia O’Sullivan schwer, sein Buch zu kategorisieren.
2020 erschien das Buch Holocaust Icons in Art: The Warsaw Ghetto Boy and Anne Frank der israelischen Kunstwissenschaftlerin Batya Brutin. Darin widmet sich die Autorin der Verarbeitung des Jungen aus dem Warschauer Ghetto sowie Anne Franks in der Kunst.
Das Foto wurde auch in Fachartikeln untersucht, darunter zweien der Literaturwissenschaftlerin Marianne Hirsch über Fotografien des Holocaust. Auch die deutschsprachige Geschichtsdidaktik widmete dem Foto umfangreichere Untersuchungen. 2006 erschien das Buch Die Macht der Bilder der Pädagogin Annette Krings, in dem die Autorin die Rolle von historischen Fotografien des Holocaust in der politischen Bildungsarbeit untersucht. Als zentrales Fallbeispiel dient ihr das Foto des Jungen aus dem Warschauer Ghetto. Der Geschichtsdidaktiker Christoph Hamann widmete sich in mehreren Artikeln dem Foto und seiner Bedeutung für den Geschichtsunterricht.

### Kunst

#### Bildende Kunst
Im September 1982 erschien in der portugiesischen Zeitung Expresso eine Karikatur von António Moreira Antunes, die das Foto adaptierte. Darauf tragen alle Gefangenen ein Palästinensertuch auf dem Kopf, auf den Helmen der Soldaten ist hingegen ein Davidstern zu sehen, womit sie den Streitkräften Israels zugeordnet werden. Die Karikatur war eine Reaktion auf das Massaker von Sabra und Schatila, bei dem maronitisch-katholische Libanesen in zwei Flüchtlingslagern in Beirut mehrere hundert Palästinenser töteten. Die Lager waren zu diesem Zeitpunkt von israelischen Truppen umstellt, die jedoch nicht eingriffen. Die Karikatur wurde 1983 mit dem Großen Preis des International Salon of the Cartoon in Montreal ausgezeichnet. Vertreter des Canadian Jewish Congress kritisierten die Auszeichnung scharf. So sei die Karikatur „künstlerisch unehrlich, moralisch obszön und intellektuell unanständig“ sowie eine „Verleumdung des Holocaust“. Diese Vorwürfe wurden von Mitgliedern der Jury zurückgewiesen. Allerdings sieht auch Christoph Hamann die Karikatur sehr kritisch. So instrumentalisiere sie den Holocaust für eine Täter-Opfer-Umkehr und blende den „Kontext des Holocausts als eines rassistisch-biologischen Programms zur Vernichtung der Juden“ aus. Eine sehr ähnliche Karikatur des Belgiers Gal erschien ebenfalls 1982 in der flämischen Zeitung De Nieuwe. Auf ihr trägt nur der Junge ein Palästinensertuch. Das Gesicht Josef Blösches ist durch das Gesicht des israelischen Ministerpräsidenten Menachem Begin ersetzt, der SS-Mann im Hintergrund, der durch das Tor kommt, erscheint als US-Präsident Ronald Reagan. Die Karikatur führte zu Protesten der Leser, die teilweise ihr Abonnement kündigten.
Im Rahmen ihres Holocaust-Projekts erstellte die US-amerikanische Künstlerin Judy Chicago 1991 zusammen mit ihrem Ehemann, dem Fotografen Donald Woodman, das Tafelbild Im/Balance of Power (deutsch: Un/Gleichgewicht der Macht). Darauf sind fünf Fotografien leidender Kinder aus verschiedenen Phasen des 20. Jahrhunderts jeweils einem Gemälde gegenübergestellt, das die Welt der Erwachsenen darstellt. Die Kinder werden als Opfer, die meist männlichen Erwachsenen als Täter dargestellt. Der Fotoausschnitt in der Mitte zeigt den Jungen aus dem Warschauer Ghetto. An seiner Seite malte Chicago die Karikatur eines deutschen Soldaten, der seine große Waffe direkt auf die Brust des Jungen richtet. Ein weiteres Foto zeigt einen Ausschnitt von The Terror of War von Nick Út, auf dem das durch einen Napalm-Angriff schwer verletzte vietnamesische Mädchen Phan Thị Kim Phúc zu sehen ist. Ihm ist ein Bomberpilot gegenübergestellt, der mit seinen Bomben auf das Mädchen zielt. Christoph Hamann kritisiert Chicagos Werk dafür, dass es durch seine Zusammenstellung den Holocaust mit anderen Formen der Unterdrückung von Kindern gleichstelle und damit dessen Singularität verneine. Aus diesem Grund ist es auch in der jüdischen Gemeinschaft sehr umstritten.
Der aus Litauen stammende Künstler und Holocaustüberlebende Samuel Bak begann Mitte der 1990er Jahre, den Jungen auf dem Foto in Gemälden zu verarbeiten, die Teil des größeren Projekts Landscapes of Jewish Experience sind. Auf ihnen zeigt Bak den Jungen, den er als „das symbolträchtigste aller Holocaustbilder“ bezeichnet, im Zusammenhang mit bekannten ikonografischen Motiven wie der Kreuzigung, dem gefällten Baum des Lebens oder Darstellungen des Lebens in Konzentrationslagern. Das Gesicht des Jungen wird dabei durch andere Gesichter ersetzt, darunter das des Künstlers selbst. Seit 2008 werden Baks Darstellungen des Jungen unter dem Titel Icon of Loss zusammengefasst.
2003 verarbeitete der israelische Künstler Alan Schechner das Foto in der Videoinstallation The Legacy of Abused Children: from Poland to Palestine. Darin kombinierte er es mit einem im April 2001 während der Zweiten Intifada entstandenen Foto eines palästinensischen Jungen, der, nachdem er israelische Soldaten mit Steinen beworfen hatte, von diesen abgeführt wird. Auf dem Foto sieht man, dass der ängstlich blickende Junge sich eingenässt hat. Schechners Werk zeigt zunächst das Foto des Jungen aus dem Warschauer Ghetto. Er hält ein Foto in der Hand, das nach dem Reinzoomen der Kamera als das Foto des palästinensischen Jungen zu erkennen ist. Der wiederum hält das Foto des Jungen aus dem Warschauer Ghetto in der Hand, auf das ebenfalls gezoomt wird.
Die Grafik Yellow Badge der in Australien lebenden Künstlerin Jennifer Gottschalk war 2008 erstmals in der Ausstellung The Holocaust Yellow Badge in Art zu sehen. Für sie verwendete Gottschalk 1692 Namen von Opfern des Holocaust, aus denen sie neben der Silhouette des Jungen, der im Gegensatz zum Original einen gelben Stern trägt, zwei weitere gelbe Sterne zusammensetzt, die die Worte „Jude“ und „Juif“ (französisch für „Jude“) tragen.

#### Film und Fernsehen
Die erste Veröffentlichung, die das Foto einer breiten Weltöffentlichkeit präsentierte, war der französische Dokumentarfilm Nacht und Nebel des Regisseurs Alain Resnais aus dem Jahr 1956. Darin war es in einer Sequenz über den Bau von Konzentrationslagern für vier Sekunden zu sehen.
In Ingmar Bergmans Spielfilm Persona aus dem Jahr 1966 findet eine der beiden Protagonistinnen Elisabet Vogler, gespielt von Liv Ullmann, das Foto in einem Buch, lehnt es gegen eine Lampe und betrachtet es. Darauf folgen 14 Einstellungen, die das gesamte Foto sowie einzelne Ausschnitte zeigen.
In der letzten Folge der sechsteiligen BBC-Serie The Glittering Prizes, die am 25. Februar 1976 zum ersten Mal ausgestrahlt wurde, spielt das Foto eine Rolle. Der junge jüdische Autor Adam Morris, gespielt von Tom Conti, besucht darin das Bekleidungsgeschäft von Carol Richardson, der Freundin seines Bruders (gespielt von Prunella Gee), um ein Geschenk für seine Frau zu kaufen. Im Laufe des Gesprächs zeigt Adam ihr einen Ausschnitt des Fotos, auf dem das Gesicht des Jungen mit den erhobenen Händen zu sehen ist. Carols Frage, ob er der Junge sei, verneint Adam und erklärt, es sei ein sechs Jahre alter „Yid“ (negativ konnotierter englischer Begriff für Jude) auf dem Weg zu dem, was gut für ihn sei. Zudem zeige das Foto für ihn das Leben nach dem Tod. Laut Frederic Raphael, dem Autor der Serie, meint Adam damit, dass Juden damit rechnen müssten, dass ihnen eher etwas Schlechtes als etwas Gutes widerfahren wird.
1985 drehte Mitko Panov, ein mazedonischer Student an der Staatlichen Hochschule für Film, Fernsehen und Theater Łódź, den sechsminütigen Kurzfilm Z podniesionymi rękami (auch bekannt unter dem englischen Titel With Raised Hands). Der Film zeigt den Prozess der Aufnahme des Fotos. Nachdem der Wind dem Jungen seine Mütze vom Kopf geweht hat, blickt dieser kurz auf den Kameramann und den Soldaten und läuft dann der Mütze hinterher. Da sie mehrfach vom Wind weitergeweht wird, entfernt sich der Junge immer weiter von der Szene. Als er die Mütze dann doch noch zu fassen bekommt, setzt er sie auf und flieht weiter von der Aufnahme. Am Ende des Films verschwindet er hinter einem Bretterzaun. Kurz darauf sieht man über dem Zaun, wie seine Mütze hochgeworfen wird und wieder zu Boden fällt. Danach wird sie noch einmal geworfen und verschwindet dabei aus dem Bild. Im Hintergrund des darauffolgenden Abspanns ist das Originalfoto zu sehen. Der Film gewann mehrere Preise, darunter die Goldene Palme für den besten Kurzfilm bei den Internationalen Filmfestspielen von Cannes 1991.
1990 produzierte der finnische Fernsehsender MTV gemeinsam mit dem französischen Sender Gamma TV die Dokumentation Tsvi Nussbaum: A Boy from Warsaw. Sie beschäftigt sich mit dem Leben Tsvi Nussbaums und seiner Behauptung, er sei der Junge auf dem Foto. Zu Wort kommt neben Nussbaum sowie Verwandten und Bekannten ein Historiker. Der Film, der Nussbaums Behauptung weder bestätigt noch verwirft, widmet sich auch anderen Aspekten des Fotos, zum Beispiel Josef Blösche und dem Prozess gegen ihn.

#### Comic
Im Comicalbum Hitler. Der Völkermörder des Zeichners Dieter Kalenbach und des Texters Friedemann Bedürftig aus dem Jahr 1989 wird der kleine Junge im Zusammenhang mit dem Warschauer Ghettoaufstand dargestellt. Ein Text gibt einen inneren Monolog des Jungen wieder, in dem es um einen Geheimgang geht, den er nicht verraten will. Auch Jürgen Stroop wird in dem Comic abgebildet. Der Junge auf dem Foto erscheint auch in dem 2005 veröffentlichten Comicalbum Auschwitz des Franzosen Pascal Croci.

### Holocaustleugner
Die Tatsache, dass das Foto als eines der Symbolbilder des Holocaust gilt, machte es für Holocaustleugner interessant. Sie bezogen sich vor allem auf Veröffentlichungen, die die Möglichkeit betrachteten, der Junge auf dem Foto könne überlebt haben, und deuteten sie als Bestätigung ihrer Verschwörungstheorien. So griff der französische Holocaustleugner Robert Faurisson die Behauptung Issrael Rondels, er sei der Junge, triumphierend auf und sah darin einen Beweis dafür, dass der Holocaust ein Mythos sei. In einem Artikel stellte er fest, dass der Junge nicht, wie immer angenommen, in einem „vermeintlichen“ Konzentrationslager getötet worden sei, sondern stattdessen in London lebe und „extrem reich“ sei. Rondels Aussage, er sei den Deutschen nach seiner Festnahme nur entkommen, weil er und seine Mutter diese überzeugen konnten, keine Juden zu sein, entstellte Faurisson so, dass die rassistischen Motive der Nationalsozialisten komplett außen vor blieben. Alfred Schickel kommentierte Rondels Behauptungen 1978 in einem Artikel in der Frankfurter Allgemeinen Zeitung. Darin behauptete er, dass die in deutschen Schulbüchern vermittelte wahrscheinliche Tötung des Jungen sich nun als Lüge herausgestellt habe. In den folgenden Ausgaben der FAZ erschienen einige Leserbriefe, in denen die Verfasser die Frage stellten, ob der Holocaust nur ein Mythos sei.
Den Artikel, in dem Tsvi Nussbaum erklärte, möglicherweise der Junge auf dem Foto zu sein, griff der britische Holocaustleugner David Irving auf. So schreibt Irving, dass der Junge heute als Arzt in New York lebe und nur der Soldat (gemeint war Blösche) tot sei. Damit suggerierte er, dass ein mögliches Überleben des Jungen auch bedeute, dass keiner der auf dem Foto zu sehenden Gefangenen getötet wurde. Der US-amerikanische Holocaustleugner Mark Weber setzte sich mit den Aussagen des Historikers Lucjan Dobroszycki auseinander, der sich skeptisch zu Nussbaums Behauptungen geäußert und sich einen verantwortlicheren Umgang mit dem Foto gewünscht hatte. Weber warf Dobroszycki in einem Artikel in dem pseudowissenschaftlichen Journal of Historical Review vor, historische Wahrheiten verbieten zu wollen, um den emotionalen Einfluss und Nutzen des Fotos nicht zu verringern.

### Weltdokumentenerbe
2017 nahm die UNESCO den Stroop-Bericht auf Vorschlag Polens in ihr Weltdokumentenerbe auf. Das Foto des Jungen ist als einziges Bild des Berichts Teil des Nominierungsformulars, wobei auf den Widerspruch zwischen der abgebildeten Szene und der Bildunterschrift eingegangen wird. Die Seite, die das Foto des Jungen zeigt, dient auch zur Illustration des Eintrags für den Bericht auf der Website der UNESCO.